# Saint-Martin (metropolitana di Parigi)
Saint-Martin è una stazione fantasma della metropolitana di Parigi, sulle linee 8 e 9 tra le stazioni di Strasbourg - Saint-Denis e Republique.

## Storia
Divenne operativa il 5 maggio 1931 sulla Linea 8 e il 10 dicembre 1933 sulla Linea 9.
È collocata al confine tra il III ed il X arrondissement di Parigi.
La stazione venne chiusa il 2 settembre 1939, all'inizio della Seconda guerra mondiale e non è mai stata riaperta perché ritenuta troppo vicina alla stazione di Strasbourg - Saint-Denis.
Servì in passato per ospitare le persone senzatetto.

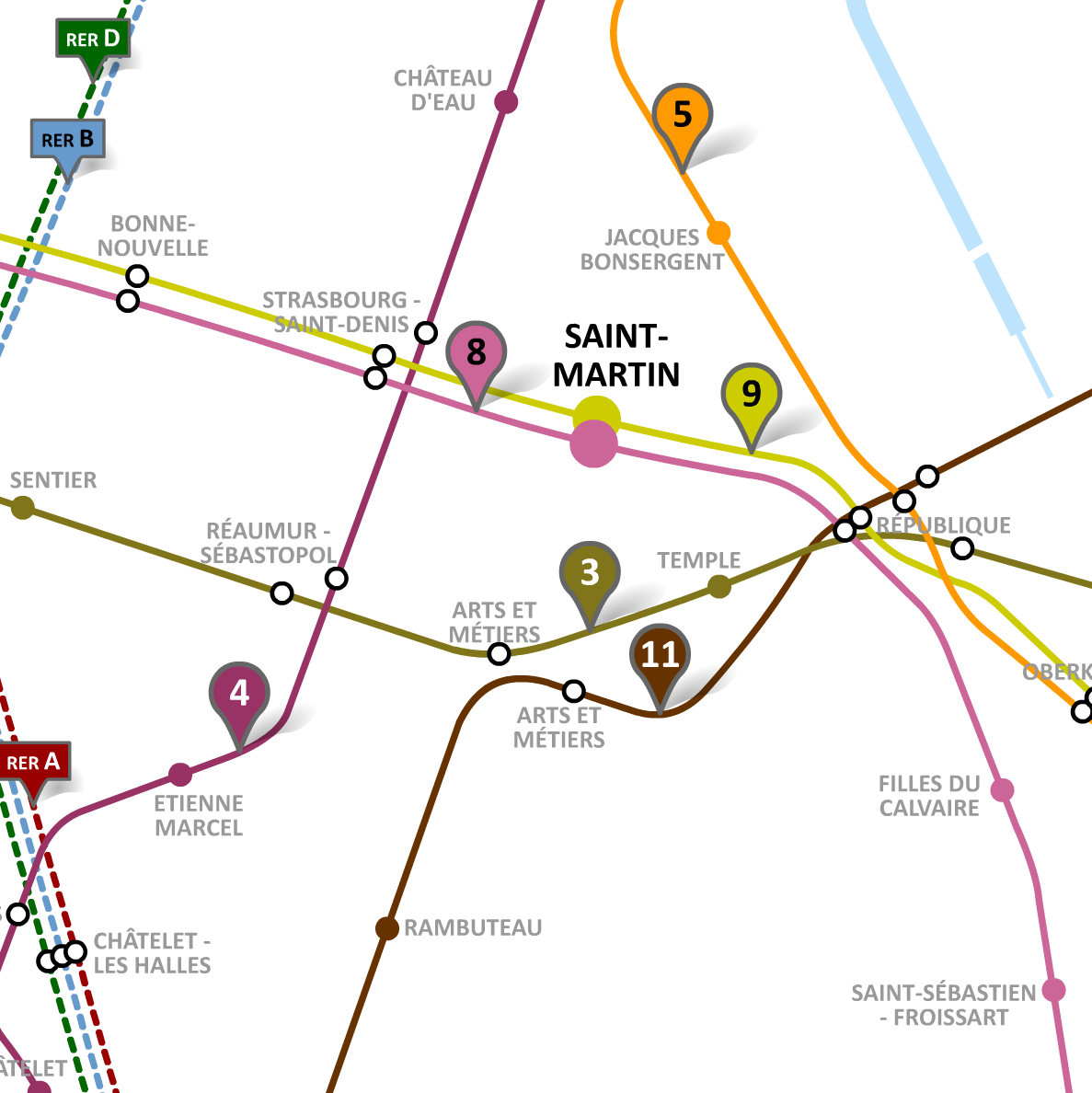
Localizzazione
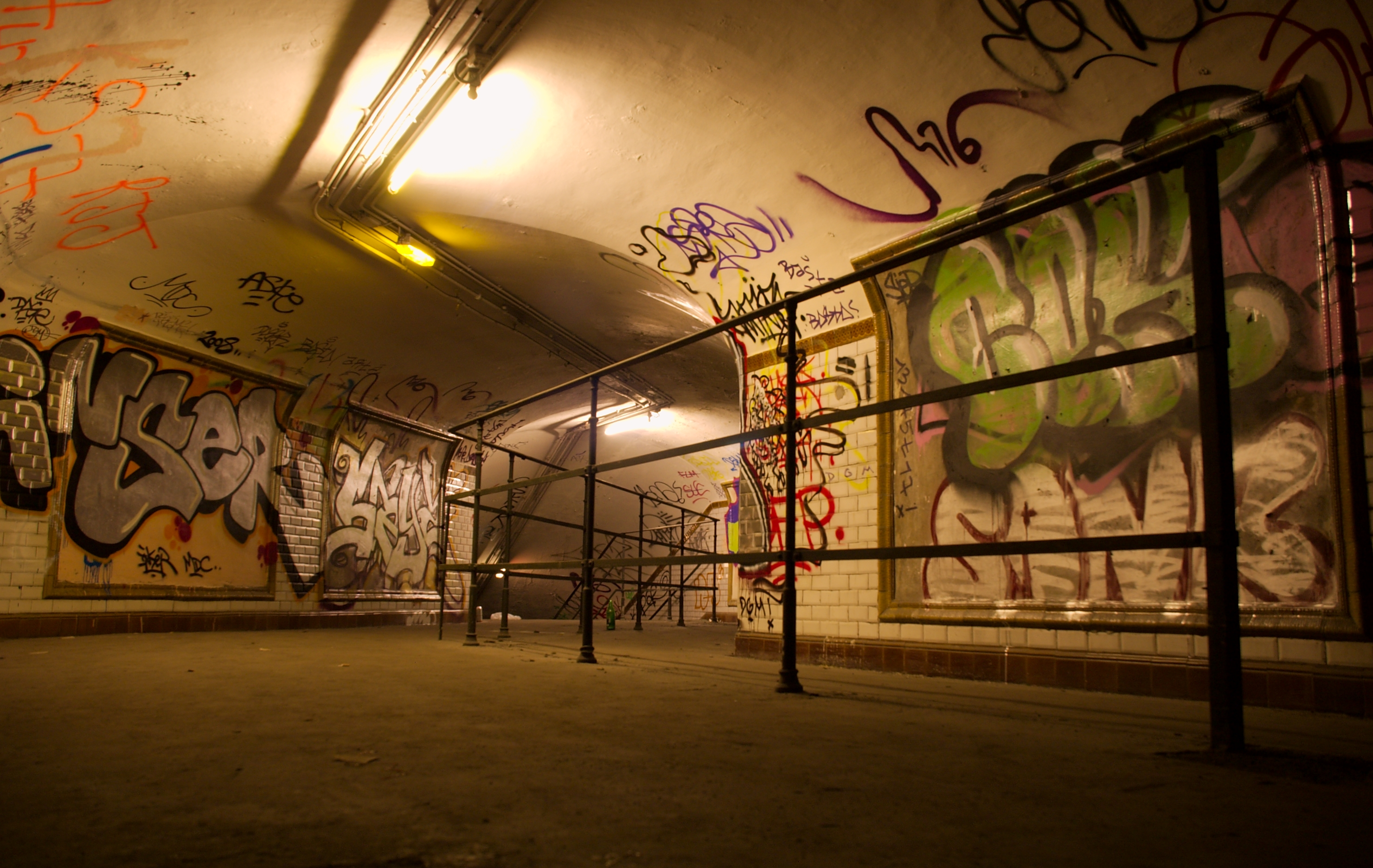
I graffiti